# Tuvtjärnen (Malå socken, Lappland, 723008-164800)
Tuvtjärnen är en sjö i Malå kommun i Lappland och ingår i Skellefteälvens huvudavrinningsområde.